# Leucanitis indecora
Leucanitis indecora är en fjärilsart som beskrevs av Volker John 1910. Leucanitis indecora ingår i släktet Leucanitis och familjen nattflyn. Inga underarter finns listade i Catalogue of Life.